# Harro Paul Harring
Harro Paul Harring (Wobbenbüll, 28 de agosto de 1798 - St. Helier, 15 de maio de 1870) foi um revolucionário, poeta e pintor alemão.
Harro-Harring estudou pintura primeiramente na Academia de Copenhagen, Dinamarca,  e depois na Academia de Belas Artes de Dresden, Alemanha, influenciado pelo estilo romântico, em alta no século XIX. Foi no período em que estudou em Dresden que Harro-Harring se engajou politicamente.  Esteve envolvido em algumas causas nacionalistas, como na luta pela independência da Grécia diante dos turcos em 1821  e no movimento de unificação italiana, em 1834, quando Giuseppe Mazzini liderou uma invasão em Savóia.
Harro-Harring era abolicionista, tendo inclusive trabalhado no jornal inglês abolicionista The African Colonizer, trabalho que o enviou para o Brasil em 1840, onde deveria registrar por meio de textos e imagens a situação dos escravizados, ocasião em que testemunhou situações que lhe causaram desconforto e reflexões diante daquilo que presenciou. A edição de 16 de janeiro de 1841 registra uma matéria onde ele conta uma das situações presenciadas, de uma escravizadas acusada de roubo, no artigo La negresse accusée de vol (A negra acusada de roubo):
Harro-Harring retornou mais duas vezes ao Brasil, nas décadas de 1840 e 1850.
O conjunto de aquarelas pintadas em solo brasileiro recebeu o nome de Tropical sketches from Brazil. Em 1963 o então embaixador brasileiro na França, Walter Moreira Salles adquiriu as 24 estampas de Harro-Harring, comprando de um colecionador italiano radicado em Buenos Aires chamado Don José Corradini.

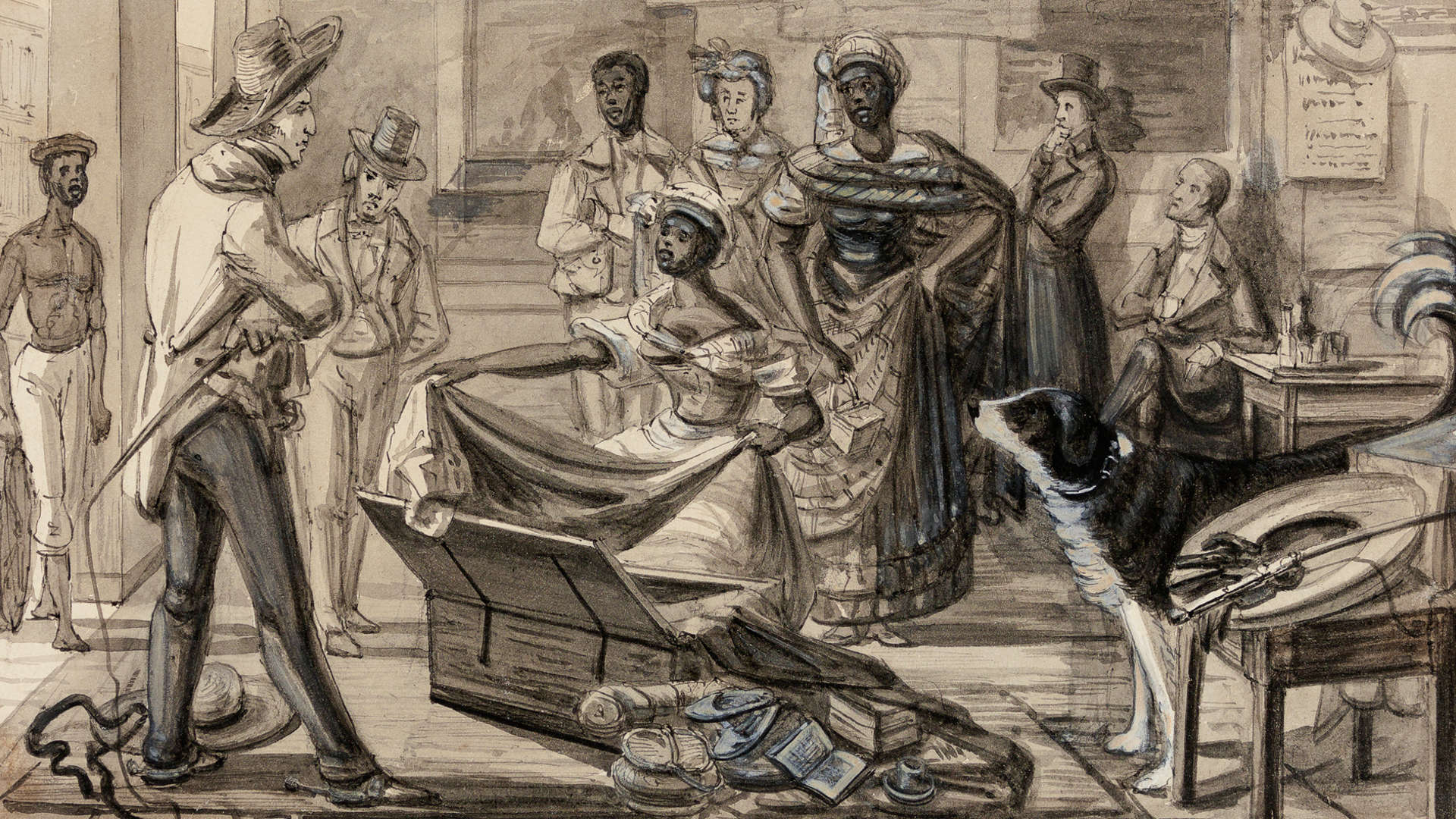
A negra acusada de roubo, c.1840. Nanquim, aquarela e guache sobre papel de Paul Harro-Harring / Acervo IMS